# Cayo Vibio Pansa
Cayo o Gayo Vibio Pansa Cetroniano  (m. 43 a. C.) fue cónsul de la República romana con Aulo Hircio el mismo año de su muerte.

## Familia
Su padre y su abuelo también tenían el praenomen «Gaius», pero poco se sabe sobre la historia de su familia, salvo que su padre fue proscrito por Sila, que fue probablemente una de las razones que llevaron a Pansa a abrazar la causa de Julio César, de quien siempre fue un fiel partidario.

## Carrera política
Fue tribuno de la plebe electo en 51 a. C. y se opuso activamente, junto con Marco Celio Rufo, a las medidas del cónsul Marco Marcelo y otros cabecillas del partido aristocrático dirigidas contra César.
Se unió a los cesarianos tras el estallido de la segunda guerra civil de la República romana entre Julio César y Pompeyo y, aunque César no le dio ningún mando relevante durante el conflicto, en 46 a. C. lo nombró gobernador de la Galia Cisalpina como sucesor de Marco Junio Bruto. Cicerón habla de su salida de la ciudad a finales de diciembre de ese año para tomar el mando de la provincia, y dice: 

"que fue seguido por extraordinarios buenos deseos por parte de todos los hombres buenos, porque había aliviado a muchos de la miseria, y había mostrado gran calidez y bondad durante las recientes calamidades"

Volvió a Roma en 45 a. C. En 44 a. C. César nombró a Pansa y a Aulo Hircio, que era su colega como augur, para ser cónsules en el año 43 a. C. Poco después César fue asesinado.
A pesar de esto, y como estaba previsto, el 1 de enero de 43 a. C. tomó posesión del cargo de cónsul con Hircio y tuvo que declarar su fidelidad a la constitución existente. Los dos cónsules reclutaron numerosos hombres para marchar hacia el norte a combatir a Marco Antonio, que había sido declarado enemigo del Senado y tenía asediado a uno de los asesinos de César, Décimo Bruto, en la ciudad de Mutina.
En marzo, Pansa llegó a Bononia, la cual ya había sido ocupada por Hircio y Augusto, pero al intentar unir sus fuerzas consulares con las de Augusto fue atacado por Antonio dando lugar a la batalla de Forum Gallorum, la cual concluyó con una derrota del sobrino del dictador. Durante la batalla Pansa fue herido de muerte y falleció pocos días después. Hircio compensó este desastre con un ataque a las fuerzas de Antonio cuando volvían a Mutina. Antonio fue derrotado, pero el cónsul cayó en combate.
Augusto envió los restos de los dos cónsules a Roma donde fueron recibidos con honores extraordinarios y enterrados en el campo de Marte. Algunas voces dijeron que había sido muerto por orden de Augusto que esperaba deshacerse de los cónsules y después entenderse con Marco Antonio.